# Soforteinsatzteam für Grenzsicherungszwecke
Das Soforteinsatzteam für Grenzsicherungszwecke (kurz RABIT von englisch Rapid Border Intervention Team) war eine Einheit der Europäischen Union, die die nationalen Asyl-, Einwanderungs- und Grenzkontrollbehörden der Mitgliedsstaaten unterstützen sollte. Seit 2011 sind RABITs unter Europäische Grenz- und Küstenwacheteams  (EBGTs von englisch European Border Guard Teams) gefasst.
Der Vorschlag zur Aufstellung solcher Einheiten kam im Jahr 2006 von Seiten der Europäischen Kommission angesichts der massiven Probleme bei der Bewältigung der Flüchtlingsströme aus Nordafrika, die über das Mittelmeer nach Südeuropa kommen, wobei tausende Menschen bereits ums Leben kamen. Die RABITs operierten auf Basis einer EU-Verordnung (Verordnung über die Bildung von Soforteinsatzteams für Grenzsicherungszwecke; sog. RABIT-Verordnung) und wurden finanziert aus dem ARGO-Programm (einem Aktionsprogramm der EU für die Förderung der Verwaltungszusammenarbeit der Mitgliedsstaaten in den Bereichen Außengrenzen, Visa, Asyl und Einwanderung). Aus diesem Programm wurden auch die Frontex-Einsätze kofinanziert.
Auf der Tagung des Rates Justiz und Inneres (JI-Rat) am 5. und 6. Oktober 2006 in Luxemburg wurde Einvernehmen erzielt über den bereits im Ausschuss der Ständigen Vertreter am 3. Oktober 2006 abgestimmten Entwurf von Ratsschlussfolgerungen zur Stärkung der südlichen See-Außengrenzen, die unter anderem die Aufstellung dieser RABIT-Einheiten vorsahen. Geplant war die Aufstellung von Teams mit einer Personalstärke von 450 für den Einsatz in Notsituationen, auf Antrag eines Mitgliedstaats. Die Entscheidungsbefugnis über den Einsatz der Teams kam dem Direktor der Agentur Frontex zu.
Im Jahr 2011 wurden Europäische Grenz- und Küstenwacheteams als in Frontex-Operationen einzusetzende Teams geschaffen. Sie ersetzten die bisherigen Gemeinsames Unterstützungsteam von Frontex und Soforteinsatzteam für Grenzsicherungszwecke.